# ام‌وی نانتاکت
ام‌وی نانتاکت (به انگلیسی: MV Nantucket) یک کشتی است که طول آن ۲۳۰ فوت (۷۰ متر) می‌باشد.